# Ronnie Cutrone
Ronnie Cutrone (10 de julio de 1948 - 21 de julio de 2013) fue un artista pop más conocido por sus pinturas de gran escala de algunos de los personajes de dibujos animados favoritos de Estados Unidos, tales como El gato Félix, La pantera rosa y el Pájaro Loco.

## Colecciones
Las obras de Cutrone se han exhibido en: Whitney Museum (Nueva York), el Museo de Arte Moderno (Nueva York), el Museo Boijmans Van Beuningen (Róterdam), el Museo de Arte Contemporáneo de Los Ángeles y galerías de arte a nivel internacional.

## Vida personal
Cutrone se casó cuatro veces. Sus dos primeros matrimonios fueron con la artista de maquillaje Gigi Williams. En 1986 se casó con Kelly Cutrone. Su tercera esposa fue una mujer israelí, Einat Katav, y el matrimonio también terminó en divorcio.